# Erik Pettersson
Erik Pettersson (n. 4 aprilie 1944, Vårgårda, Älvsborg County⁠(d), Suedia) este un ciclist de performanță ce a reprezentat Suedia, medaliat olimpic. A participat la 2 ediții ale Jocurilor Olimpice (1964, 1968) în care a câștigat o medalie de argint și o medalie de bronz.